# Blokering (meteorologi)
Inden for meteorologi er en blokering betegnelse for et vejrfænomen, hvor vejret så at sige står stille i en længere periode. Dette skyldes at atmosfæren lejrer sig i særlige strømningsmønstre, der låses fast over en længerevarende periode. Dette kan overordnet set skyldes henholdsvis vejrsystemer, der udvikles i atmosfæren samt vekselvirkninger mellem atmosfæren og oceanerne.